# Девдас Ґанді
Девдас Могандас Ґанді гінді देवदास गांधी; 22 травня 1900 — 3 серпня 1957) був четвертим і наймолодшим сином Магатми Ґанді. Він народився в колонії Наталь і приїхав до Індії разом зі своїми батьками вже дорослим. Він став активним учасником руху свого батька, провів багато термінів у в'язниці. Він також став видатним журналістом, працюючи редактором Hindustan Times. Він також був першим прачараком Дакшина Бгарат Гінді Прачар Сабга (DBHPS), організації за чистоту мови гінді, заснованої Могандасом Ґанді в Таміл Наду в 1918 році. Одним із завдань організації було поширення гінді на півдні Індії.

## Сім'я
Девдас закохався в Лакшмі, дочку Чакраварті Раджаґопалачарі, сподвижника Магатми Ґанді в боротьбі за незалежність Індії. Через вік Лакшмі на той час – їй було лише 15, а Девдасу – 28 – і батько Девдаса, і Раджаджі попросили подружжя почекати п’ять років, не бачачи одне одного. Через п'ять років вони одружилися з дозволу своїх батьків у 1933 році.
У Девдаса та Лакшмі було четверо дітей, у тому числі Раджмоган Ґанді, Ґопалкрішна Ґанді, Рамчандра Ґанді і Тара Ґанді.

## Спадщина
Коли Магатма Ґанді почав шукати допомоги для створення Jamia Millia Islamia, Девдас відгукнувся на заклик Ґанді. Він почав викладати мову гінді, а також прясти бавовну.